# NGC 3904
NGC 3904 é uma galáxia elíptica (E2) localizada na direcção da constelação de Hydra. Possui uma declinação de -29° 16' 37" e uma ascensão recta de 11 horas, 49 minutos e 13,2 segundos.
A galáxia NGC 3904 foi descoberta em 7 de Março de 1791 por William Herschel.